# Mecelle
O Mecelle-i Ahkâm-ı Adliye (turco otomano: مجلۀ احكام عدلیە), ou Mecelle, era o código civil do Império Otomano no final do século XIX e início do século XX. É a primeira codificação da lei Sharia por uma nação islâmica.